# Magdalena von Bayern
Magdalena von Bayern (auch: Magdalene von Bayern; * 1388; † 1410) war die zweite überlebende Tochter Herzog Friedrichs von Bayern-Landshut und seiner Ehefrau Maddalena Visconti. 1404 heiratete sie Graf Johann Meinhard VII. von Görz.
Magdalena wurde 1388 geboren. Gemeinsam mit ihrer Mutter Maddalena, ihrem älteren Bruder Heinrich XVI. und ihrer älteren Schwester Elisabeth erlaubte sie im Jahr 1400 der Stadt Reichenhall die Erhebung einer Sondersteuer zur Wiederherstellung der durch Wassereinbruch zerstörten Salzbergwerke. Am 18. Dezember 1403 vereinbarte Herzog Heinrich in Hall, dass sie Graf Johann Meinhard VII. von Görz heiraten sollte. 1404 wurde sie Johann Meinhards erste Ehefrau; die Mitgift betrug 25.000 Gulden und wurde in mehreren Tranchen ausbezahlt. Heinrich, der bereits die Mitgift für seine Schwester Elisabeth aufzubringen hatte, verpfändete dafür Burg und Pflege Griesbach sowie die Maut zu Burghausen an Arnold Fraunberger.
Magdalena starb 1410 und wurde wie ihre Mutter im Kloster Raitenhaslach bestattet. Die Ehe war kinderlos geblieben. Nach Johann Meinhards Tod 1430 verlangte Herzog Heinrich XVI. von dessen Bruder, Graf Heinrich VI. von Görz, die für seine Schwester gezahlte Mitgift zurück; er wollte offensichtlich nicht, dass Johann Meinhards zweite Ehefrau Agnes von Pettau von dem Geld profitierte. Der zunächst mit der Klage befasste Kaiser Sigismund beauftragte den mit Heinrich von Bayern-Landshut verbündeten Bischof Leonhard von Passau mit der Klärung des Falles. Leonhard entschied schließlich im April 1435 gegen Herzog Heinrich XVI.; Görzer Zeugen hatten ihm glaubwürdig versichert, dass die Mitgift zu Recht bei den Görzern verblieben war.